# Sophie Coleman
Sophie Coleman (Brighton, 12 augustus 1990) is een voormalig triatleet uit het Verenigd Koninkrijk.
Op de Europese kampioenschappen triatlon olympische afstand 2009 werd Coleman vijfde bij de junioren in een tijd van 01:00:01.
In 2010 werd Coleman wereldkampioene duatlon in de klasse O23.
Na haar wereldtitel in 2010 stopte Coleman met haar sport, en ging ze studeren aan de Loughborough University.